# Ейнштейн (програма)
Програма «Ейнштейн» (англ. EINSTEIN Program, або Einstein) — система виявлення вторгнень, яка захищає мережеві шлюзи вищих державних органів і установ США від несанкціонованого трафіку. Програмне забезпечення було розроблено комп'ютерною командою екстреної готовності США (US-CERT), яка є оперативним підрозділом Національного управління кібербезпеки міністерства внутрішньої безпеки США. Програма була спочатку розроблена для забезпечення «ситуаційної обізнаності» для цивільних відомств. Перша версія системи протестувала мережевий трафік таким чином, що можна було відстежити зміст переданих даних.

## Цілі і завдання

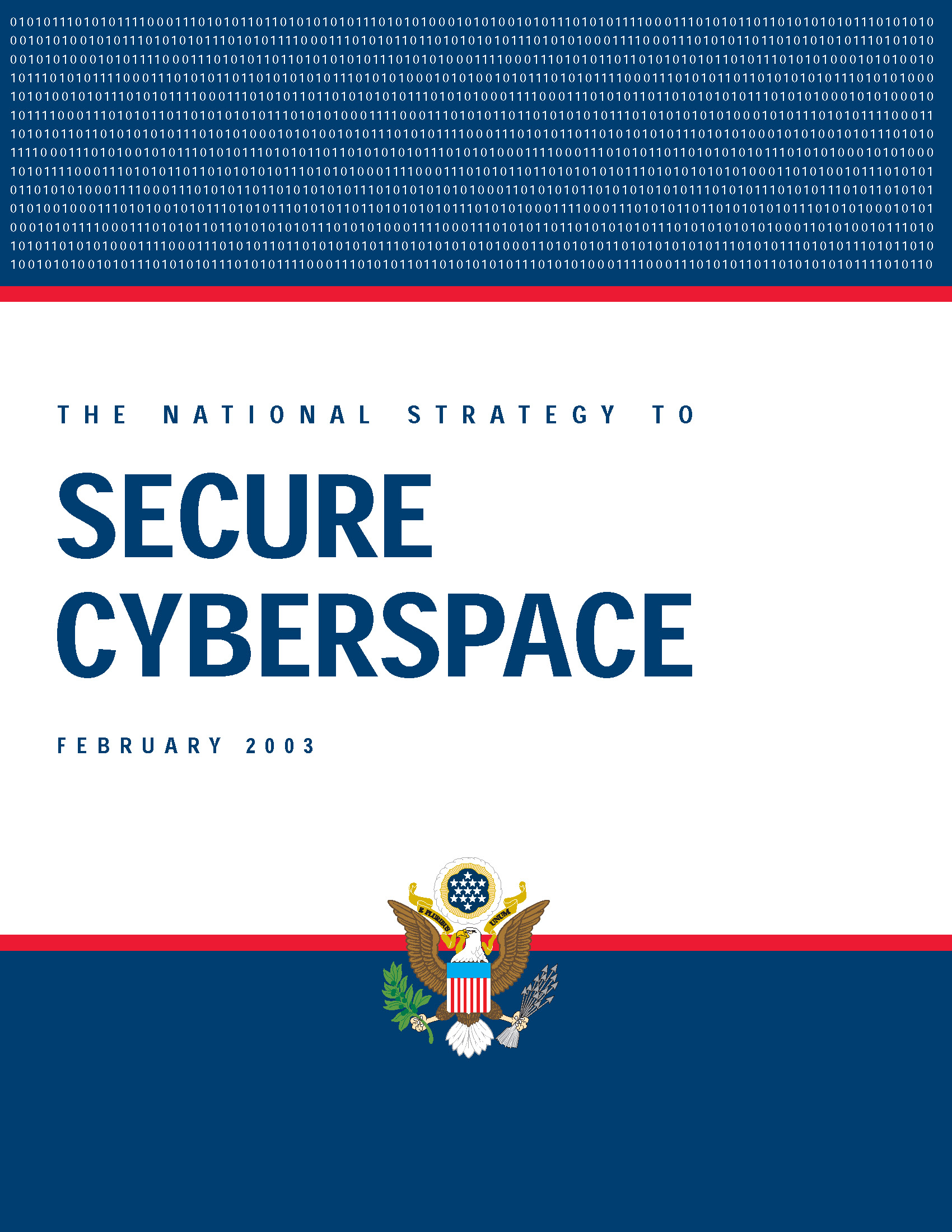
Національна стратегія безпеки кіберпростору (лютий 2003), закріплює міністерство внутрішньої безпеки США як провідну організацію з захистуIT.

Програма «Ейнштейн» є елементом комплексу заходів, ужитих виконавчою та законодавчою гілками влади США на початку 2000-х років, включаючи Закон про електронний уряд 2002 рокуE-Government Act of 2002 з метою підвищення ефективності ІТ-технологій у сфері державного управління.
Програма «Ейнштейн» ґрунтується на Законі про внутрішню безпеку (англ. Homeland Security Act) і Законі про федеральному управлінні інформаційною безпекою (англ. Federal Information Security Management Act of 2002 2002 року і Директиві Президента з Національної Безпеки (HSPD) 7 від 17 грудня 2003 року.
Відповідно до Закону про електронний уряд 2002 року, в США було створено чотири центри захисту федеральних інформаційних систем, першим з яких став Федеральний центр реагування на комп'ютерні інциденти (англ. Federal Computer Incident Response Capability, FedCIRC). На базі FedCIRC в 2003 році була сформована Комп'ютерна команда екстреної готовності США (US-CERT) як партнерство між щойно створеним міністерством внутрішньої безпеки і Координаційним центром CERT, який розташований в університеті Карнегі-Меллон і фінансується міністерством оборони США. Програма «Ейнштейн» була розроблена US-CERT, зокрема для того, щоб виявити, чи ведуться кібератаки на уряд США, що було здійснено шляхом аналізу мережного трафіку від усіх цивільних відомств і порівнянні його з трафіком в базовій лінії:
1. якщо якесь урядове агентство або відомство повідомляє про інцидент, служба моніторингу US-CERT, діюча в форматі 24/7, може оцінити дані вхідного трафіку і допомогти у вирішенні інциденту;
2. якщо якесь урядове агентство або відомство піддалося комп'ютерній атаці, служба моніторингу US-CERT може швидко перевірити канали інших відомств, щоб визначити, чи велася атака за всіма напрямами або була спрямована проти одного відомства.

20 листопада 2007 року, згідно з пам'яткою Бюро управління і бюджету (англ. Office of Management and Budget), програма «Ейнштейн-2» була рекомендована для впровадження в усіх федеральних відомствах США, за винятком міністерства оборони і агентств розвідувального співтовариства.

## Впровадження
Впровадження програми «Ейнштейн» у федеральних агентствах і відомствах США почалося в 2004 році і до 2008 року носило добровільний характер. До 2005 року три федеральних агентства впровадили програму, до грудня 2006 року — вісім агентств, а до 2007 року міністерство внутрішньої безпеки запровадило програму в масштабах всього міністерства. До 2008 року Ейнштейн був розгорнутий в п'ятнадцяти з майже шестисот агентств і відомств уряду США.

## Функціональні можливості
Згідно з документами міністерства внутрішньої безпеки, програма «Ейнштейн» при створенні являла собою «автоматизований процес збирання, зіставлення, аналізу та обміну інформацією в області комп'ютерної безпеки по всім установам федерального цивільного уряду.». Програма не була призначена для захисту мережевої інфраструктури приватного сектора. Метою програми є сприяння виявленню та усуненню кіберзагроз та кібератак, підвищення безпеки мережі і відмовостійкості критично значимих державних послуг, що постачаються в електронному вигляді, а також підвищення живучості мережі Інтернет.".
Програма була розроблена для вирішення шести  ключових проблем безпеки федеральних урядових мереж, які були зібрані з звітів федеральних агентств і представлені в доповіді Конгресу США 2001 року. Крім того, програма «Ейнштейн» призначена для виявлення комп'ютерних черв'яків, аномалій вхідного і вихідного трафіку, управління конфігураціями мереж, а також аналізу в режимі реального часу тенденцій, які US-CERT доводить до агентств і відомств і установ для «благополуччя домену Federal.gov». Програма «Ейнштейн» здійснює збір даних, в тому числі:
- унікальних номерів автономних систем (ASN)
- типів і кодів ICMP
- довжин мережевих пакетів
- протоколів передачі даних
- ідентифікації розташування джерела даних і стану з'єднання
- IP-адрес джерела і призначення
- портів джерела і призначення
- інформації про прапор TCP
- інформації про timestamp і тривалості.

US-CERT може запитати додаткову інформацію для того, щоб знайти причину аномалій, виявлених програмою «Ейнштейн». Результати аналізу US-CERT передає у відомство, де виявлена аномалія, для прийняття відповідних заходів.